# Tadatoshi Masuda
Tadatoshi Masuda (増田 忠俊?, Masuda Tadatoshi; Prefettura di Shizuoka, 25 dicembre 1973) è un ex calciatore giapponese, di ruolo centrocampista.